# Pandemia di COVID-19 in Namibia
Il primo caso della pandemia di COVID-19 in Namibia è stato confermato l'11 marzo 2020.

## Antefatti
Il 12 gennaio 2020, l'Organizzazione mondiale della sanità (OMS) ha confermato che un nuovo coronavirus era la causa di una nuova infezione polmonare che aveva colpito diversi abitanti della città di Wuhan, nella provincia cinese dell'Hubei, il cui caso era stato portato all'attenzione dell'OMS il 31 dicembre 2019.
Sebbene nel tempo il tasso di mortalità del COVID-19 si sia rivelato decisamente più basso di quello dell'epidemia di SARS che aveva imperversato nel 2003, la trasmissione del virus SARS-CoV-2, alla base del COVID-19, è risultata essere molto più ampia di quella del precedente virus del 2003, ed ha portato a un numero totale di morti molto più elevato.

## Cronologia
Il 14 marzo, la Namibia ha riportato i suoi primi casi di COVID-19, si trattava di una coppia rumena arrivata a Windhoek dalla Spagna via Doha, in Qatar, l'11 marzo. Erano stati proiettati all'arrivo all'aeroporto internazionale di Hosea Kutako ma in quel momento non mostravano sintomi.
Il 19 marzo è stato confermato un terzo caso, si trattava di un cittadino tedesco di 61 anni, arrivato in Namibia il 13 marzo, rimasto in isolamento ed è in condizioni stabili.
Al 28 marzo, il numero totale di casi era arrivato a 11, con tutti i nuovi casi relativi ai viaggi e, al 6 aprile, vi erano 16 casi in totale e 3 guariti. A quel tempo erano stati condotti 362 test, 206 del governo namibiano attraverso l'Istituto di patologia della Namibia (NIP) e 156 di laboratori sudafricani.
Dal 5 aprile 2020 al 21 maggio 2020 non sono stati registrati nuovi casi e il totale è rimasto a 16 casi confermati
Il 21 maggio il Ministero della sanità e dei servizi sociali ha annunciato 2 nuovi casi confermati.
Il 24 maggio, due nuovi casi sono stati confermati nella baia di Walvis. Questi due erano entrati in contatto con molte persone. Uno di loro sgattaiolò fuori dalla quarantena e l'altro visitò un ospedale pubblico.
Il 31 maggio 2020 è stato annunciato un altro caso positivo: un 51enne che si trovava sulla stessa nave del caso numero 22.
I casi sono saliti a 25 il 1º giugno quando un operatore sanitario, che aveva viaggiato in Sudafrica, è tornato e si è rivelato positivo al suo arrivo in quarantena.
Il 6 giugno, sono stati registrati 4 nuovi casi. Ciò includeva 3 studenti che avevano viaggiato insieme in Sudafrica e 1 caso che probabilmente non è legato al viaggio poiché è stato infettato in un ospedale.
Il 5 maggio 2023, l'Organizzazione mondiale della sanità dichiara ufficialmente la fine della pandemia.